# Бабін Борис Володимирович
Бори́с Володи́мирович Ба́бін (нар. 12 березня 1981, Євпаторія, Кримська область, Українська РСР) — український науковець, громадський і політичний діяч, доктор юридичних наук (2012), професор.

## Життєпис
Завідував кафедрою адміністративного і кримінального права Одеської національної морської академії, професор кафедри міжнародного права та порівняльного правознавства Міжнародного гуманітарного університету (з 2016 року). Експерт Української морської незалежної профспілки, Кримськотатарського ресурсного центру, Фонду дослідження та підтримки корінних народів Криму, експерт ad hoc ОБСЄ, Ради Європи та Minority Rights Group International, Урядовий уповноважений у справах Європейського суду з прав людини (06.2015-12.2015), Завідувач сектору Інституту законодавства Верховної Ради України, Представник Президента України в Автономній Республіці Крим (з 17.08.2017 по 2.12.2018).

## Основні наукові праці
- Конституційно-правовий статус корінних народів України: дис… канд. юрид. наук: 12.00.02 / Бабін Б. В. ; Донецький юридичний ін-т МВС України при Донецькому національному ун-ті. — Донецьк, 2004. — 239 арк.[8]
- Основи програмно-управлінської діяльності в Україні: навч.-метод. рек. для студ., курсантів та слухачів / Б. В. Бабін, В. О. Кроленко ; Донецький юридичний ін-т Луганського держ. ун-ту внутрішніх справ. Кафедра адміністративного права та адміністративної діяльності. — Донецьк: Каштан, 2006. — 26 с.
- Впровадження Болонського процесу у вищій школі України — проблеми і перспективи: міжнародні програми та національний досвід / Б. В. Бабін [и др.] ; Донецький юридичний ін-т Луганського держ. ун-ту внутрішніх справ ім. Е. О. Дидоренка. — Донецьк: ДЮІ ЛДУВС, 2007. — 155 c. — ISBN 978-966-385-045-0
- Державні цільові програми — організаційно-правові засади розроблення, затвердження та виконання/ Б. В. Бабін, В. О. Кроленко ; Донецький юридичний ін-т Луганського держ. ун-ту внутрішніх справ. — Донецьк: ДонДУЕТ, 2006. — 206 с. — ISBN 966-385-021-3
- Судові та правоохоронні органи України: навч.-метод. посіб. з курсу (за кредитно-модульною системою) / Б. В. Бабін [и др.] ; Донецький юридичний ін-т Луганського держ. ун-ту внутрішніх справ. Кафедра конституційного та міжнародного права. — Донецьк: [б.в.], 2006. — 53 с.
- Правове програмне забезпечення розвитку Автономної Республіки Крим: колект. моногр. / Б. В. Бабін, В. О. Кроленко, О. Ю. Іваницький. — О. : Фенікс, 2011. — 185 с. — 300 экз. — ISBN 978-966-438-370-4
- Програмне регулювання у сучасному міжнародному праві: еволюція, форми та механізми реалізації: монографія / Б. В. Бабін ; за заг. ред. проф. Баймуратова М. О. — О. : Фенікс, 2012. — 452 с. — 300 экз. — ISBN 978-966-438-533-3
- Українська Революція гідності, агресія РФ і міжнародне право : колект. моногр. — К.: К.І.С., 2014. — 1016 с.[9].